# ロバート・フリーマン
ロバート・フリーマン（Robert Freeman、1936年12月5日 - 2019年11月6日または7日）は、イギリスの写真家、グラフィックデザイナー。ザ・ビートルズ初期の頃にバンドのオフィシャル・カメラマンとしてツアーに同行したほか、いくつかのアルバムのジャケット写真を手掛けた。

## 概要
1963年から1966年にかけて、ビートルズオフィシャル・カメラマンとして、『ウィズ・ザ・ビートルズ』、『ハード・デイズ・ナイト』、『ビートルズ・フォー・セール』、『ヘルプ!』、『ラバー・ソウル』という5つのアルバムのジャケット写真を撮影した。その他、メンバーの音楽活動やプライベートの様子を数多く撮影しており、ポール・マッカートニーは、1990年に発表された写真集『The Beatles: A Private View』中で「おそらくボブ（=ロバート・フリーマン）の写真は、ザ・ビートルズの過去の写真の中でも最高のものばかりだと思います」と語っている。
また、キャノンボール・アダレイ、ディジー・ガレスピー、エルヴィン・ジョーンズ、コールマン・ホーキンス、ジョン・コルトレーン、アンディ・ウォーホル、チャールトン・ヘストン、ソフィア・ローレン、ジミー・クリフ、モハメド・アリなど、各界の著名人を多く撮影している。

## 来歴

### 初期のキャリア
フリーマンは1936年にケンブリッジで生まれ、1959年にケンブリッジ大学を卒業した。1961年から写真家としての活動を開始し、サンデー・タイムズ紙やその他の雑誌の仕事を通じて徐々に評判を確立していった。ニキータ・フルシチョフを撮影するためにソビエト連邦に出向いたり、ピレリ・カレンダーの写真を手掛けたりしたこともあった。

### ビートルズのオフィシャル・カメラマンとして
1963年、ビートルズのマネージャーであるブライアン・エプスタインに連絡を取ったところ、メンバーにポートフォリオ（いくつかの作品を1冊にまとめたもの）を送るように言われる。ロンドンのフェスティバルで撮影した、キャノンボール・アダレイ、ディジー・ガレスピー、エルヴィン・ジョーンズ、コールマン・ホーキンス、ジョン・コルトレーンなどのジャズミュージシャンの写真を送ったところ、4人からの評価は上々で、その1週間後にはボーンマスでメンバーとのミーティングを行うことになった。その際、彼らがボーンマスで滞在していたパレス・コート・ホテルで撮影されたのが、『ウィズ・ザ・ビートルズ』のジャケット写真である。以降、オフィシャル・カメラマンとしてビートルズに同行することになる。
オフィシャル・カメラマンとなってから2作目のアルバムとなる『ハード・デイズ・ナイト』のジャケットは、ムービー・カメラのコマ撮りをイメージしたものである。
『ビートルズ・フォー・セール』のジャケットは、ロンドンのハイド・パークで撮影された。
『ヘルプ!』のジャケットには、"NUJV"の文字を現したメンバー4人による手旗信号を撮影した写真が使われている。タイトルと同じ"HELP"でない理由についてフリーマンは、"NUJV"の方が見栄えが良かったから、と述べている。
オフィシャル・カメラマンとして最後に手掛けたジャケット写真となった『ラバー・ソウル』のジャケットは、フリーマンがジョン・レノンの家で4人を撮影したものである。

### その後の活動と私生活
1968年、スウィンギング・シックスティーズをテーマにした映画『The Touchables』の監督を務めた。
1960年代、フリーマンはドイツ生まれのモデルのソニー・スピルハーゲンと結婚し、2人の子供をもうけたが離婚した。その後、作家のティディ・ローワンと再婚し、娘をもうけた。

### 晩年
2009年10月、休暇中に重度の脳卒中を患い、病院に入院したが、その後ナーシングホームで回復した。フリーマンの家族は、彼を経済的に助ける方法として彼が撮影したジョン・レノンの肖像写真のコピーをオンラインで販売した。これは、ポール・マッカートニーの公式ウェブサイトによってサポートされた。
2019年11月6日または7日に、肺炎によりロンドンで亡くなった。ポール・マッカートニーは自身のウェブサイトのブログで、「私たちのお気に入りのカメラマンの一人だった」「素晴らしいプロであったうえ、想像力に富み、独創的だった」と述べ、「この素晴らしい男がいなくなって寂しいが、これからも彼との楽しい思い出を大切にする」という言葉で締めくくり、死を悼んだ。

## 出版物
- 『The Beatles: A Private View』1990年 ISBN 1-59226-176-0